# Jaroslava Mahoetsjich
Jaroslava Oleksijivna Mahoetsjich (Oekraïens: Ярослава Олексіївна Магучіх) (Dnipro, 19 september 2001) is een Oekraïense hoogspringster en wereldrecordhoudster. Tijdens de  Diamond League-wedstrijd in Parijs op 7 juli 2024 brak ze met een sprong van 2,10 m het 37 jaar oude wereldrecord van Stefka Kostadinova. 
In 2018 won zij op haar specialiteit goud op de Olympische Jeugdzomerspelen en op de wereld- en Europese kampioenschappen voor U18-junioren. Op de wereldkampioenschappen voor senioren in Doha in 2019 veroverde zij de zilveren medaille met een sprong over 2,04 m, een wereldrecord voor junioren. In 2021 behaalde zij haar eerste titel bij de senioren door op de Europese indoorkampioenschappen in Toruń als enige over 2,00 te springen.

## Loopbaan

### Opmerkelijke progressie
Mahoetsjich was vijftien jaar oud, toen zij in 2017 de titel bij het hoogspringen won op de wereldkampioenschappen voor U18-junioren in Nairobi. Ze zegevierde daar met een sprong over 1,92, een officieus wereldrecord voor een vijftienjarige. Bovendien was het een evenaring van het kampioenschapsrecord en tien centimeter hoger dan haar concurrentes, het grootste verschil ooit op deze kampioenschappen. Je zou denken dat de Oekraïense een gestage, jarenlange ontwikkeling had doorgemaakt om tot deze prestatie te komen. Des te opmerkelijker is het om vast te stellen dat Mahoetsjich pas twee jaar eerder, op haar dertiende, met hoogspringen was begonnen. De wedstrijd in Nairobi was dan ook haar eerste grote kampioenschapstoernooi, enkele weken later gevolgd door het  Europees Olympisch Jeugdfestival in het Hongaarse Győr, waar zij met 1,89 eveneens naar de overwinning sprong.

### Het ene succes na het andere
In de jaren die volgden reeg Mahoetsjich de successen aan elkaar. In 2018 werd zij Europees kampioene U18 met een sprong over 1,94, wederom tien centimeter hoger dan de eerstvolgende, verbeterde zij haar PR tot 1,96, een evenaring van het U18-wereldrecord, tijdens een indoormeeting in Minsk.

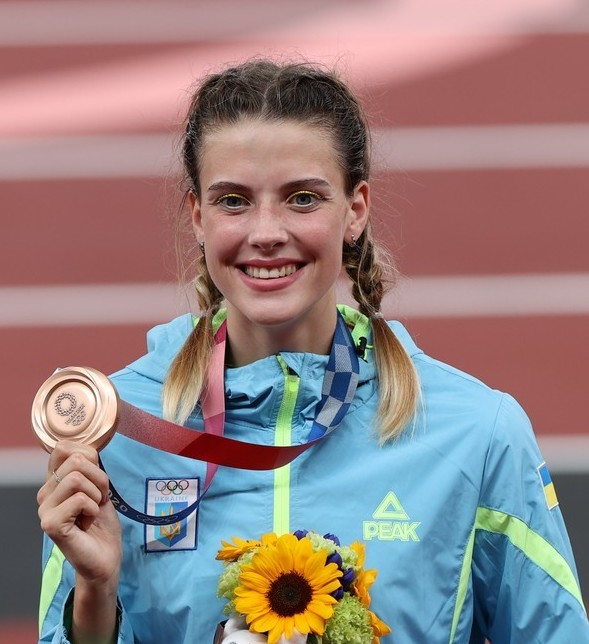
Mahuchikh met de bronzen medaille tijdens de Olympische Zomerspelen 2020.

In 2019 begon zij al gelijk in Hustopeče met een sprong over 1,99, een evenaring van het U20-wereldrecord van de Amerikaanse Vashti Cunningham. Hierna won zij de openingswedstrijd van de IAAF Diamond League-serie in Doha van dat jaar met een sprong over 1,96, waarmee zij de jongste winnares ooit werd van een Diamond League wedstrijd. Ten slotte sprong zij in september van dat jaar naar het zilver op de WK in Doha, haar eerste grote seniorentoernooi. Met haar sprong over 2,04, dezelfde hoogte als waarmee de Russin Maria Lasitskene het goud veroverde, verbeterde de Oekraïense het wereldrecord voor U20-junioren.

## Titels
- Wereldindoorkampioene hoogspringen - 2022
- Europees kampioene hoogspringen - 2024
- Europees indoorkampioene hoogspringen - 2021, 2025
- Oekraïens indoorkampioene hoogspringen - 2020, 2021
- Wereldkampioene U18 hoogspringen - 2017
- Europees kampioene U20 hoogspringen - 2019
- Europees kampioene U18 hoogspringen - 2018

## Persoonlijke records
| Onderdeel              | Prestatie   | Datum           | Plaats          |
| ---------------------- | ----------- | --------------- | --------------- |
| hoogspringen (outdoor) | 2,10 m (WR) | 7 juli 2024     | Parijs          |
| hoogspringen (indoor)  | 2,06 m (NR) | 2 februari 2021 | Banská Bystrica |

## Palmares

### hoogspringen
- 2017:  WK U18 te Nairobi – 1,92 m
- 2017:  Europees Olympisch Jeugdfestival te Győr – 1,89 m
- 2018:  EK U18 te Győr – 1,94 m
- 2019:  EK U20 te Boras – 1,92 m
- 2019:  WK – 2,04 m (WJK)
- 2020:  Oekraïense indoorkamp. – 2,01 m
- 2021:  Oekraïense indoorkamp. – 2,00 m
- 2021:  EK indoor – 2,00 m
- 2021:  OS –  2,00 m
- 2022:  WK indoor –  2,02 m
- 2022:  WK – 2,02 m
- 2023:  EK indoor – 1,98 m
- 2023:  FBK Games – 2,00 m
- 2024:  EK – 2,01 m
- 2025:  EK indoor – 1,99 m
- 2025:  WK indoor – 1,95 m

Diamond League-podiumplaatsen
- 2019:  Qatar Athletic Super Grand Prix – 1,96 m
- 2020:  Herculis – 1,98 m
- 2020:  Stockholm Bauhaus Athletics – 2,00 m
- 2023:  Meeting International Mohammed VI d'Athlétisme de Rabat – 2,01 m
- 2024:  Stockholm Bauhaus Athletics – 2,00 m
- 2024:  Meeting de Paris – 2,10 m (WR)

## Onderscheidingen
- Europees talent van het jaar - 2019
- Europees atlete van het jaar - 2024

1928: Ethel Catherwood ·
1932: Jean Shiley ·
1936: Ibolya Csák ·
1948: Alice Coachman ·
1952: Esther Brand ·
1956: Mildred McDaniel ·
1960: Iolanda Balaș ·
1964: Iolanda Balaș ·
1968: Miloslava Rezková ·
1972: Ulrike Meyfarth ·
1976: Rosemarie Ackermann ·
1980: Sara Simeoni ·
1984: Ulrike Meyfarth ·
1988: Louise Ritter ·
1992: Heike Henkel ·
1996: Stefka Kostadinova ·
2000: Jelena Jelesina ·
2004: Jelena Slesarenko ·
2008: Tia Hellebaut ·
2012: Anna Tsjitsjerova ·
2016: Ruth Beitia ·
2020: Maria Lasitskene ·
2024: Jaroslava Mahoetsjich
1983 Tamara Bykova ·
1987 Stefka Kostadinova ·
1991 Heike Henkel ·
1993 Ioamnet Quintero ·
1995 Stefka Kostadinova ·
1997 Hanne Haugland ·
1999 Inha Babakova ·
2001 Hestrie Cloete ·
2003 Hestrie Cloete ·
2005 Kajsa Bergqvist ·
2007 Blanka Vlašić ·
2009 Blanka Vlašić ·
2011 Anna Tsjitsjerova ·
2013 Brigetta Barrett ·
2015 Maria Koetsjina ·
2017 Maria Lasitskene ·
2019 Maria Lasitskene ·
2022 Eleanor Patterson ·
2023 Jaroslava Mahoetsjich